# Majoritätssystem
Das Majoritätssystem ist eine Berechnungsvorschrift, die angewendet wird, wenn Wertungsrichter Platzierungsempfehlungen abgeben. Das ist in erster Linie im Tanzsport durchgehend der Fall. Des Weiteren kommt bei Platzgleichheit noch das Skatingsystem zur Anwendung.

## Verfahren

### Voraussetzungen
Damit das Majoritätssystem angewendet werden kann, muss es eine ungerade Anzahl von Wertungsrichtern geben. Diese geben für jeden Teilnehmer eine Platzierungsempfehlung ab, das heißt, dass jeder Wertungsrichter jeden Platz nur einmal vergeben kann.

### Berechnungsverfahren
Die Plätze werden nacheinander vergeben, beginnend bei dem ersten Platz. Dazu werden die Platzierungen nacheinander abgearbeitet, ebenfalls beginnend bei dem ersten Platz. Später im Verfahren muss zu vergebender Platz und untersuchte Platzierung nicht übereinstimmen.
- Eindeutige Majorität – Hat nur ein noch nicht platzierter Teilnehmer für die untersuchte Platzierung eine absolute Mehrheit, so gewinnt er den zu vergebenden Platz. Anschließend wird der nächste Platz durch Untersuchen der nächstniedrigeren Platzierung (höheren Platzziffern) vergeben.
- Mehrere Teilnehmer mit Majorität – Gibt es mehrere noch nicht platzierte Teilnehmer, die eine Majorität für den untersuchten Platz erhalten haben, so gewinnt der Teilnehmer, der die größere Anzahl der Platzierungen für diesen Platz oder besser erhalten hat. Haben mehrere dieser Teilnehmer eine gleich starke Majorität, so werden die Platzziffern, die diese Majorität ausmachen, addiert und derjenige mit der niedrigsten Summe erhält den zu vergebenden Platz (da er dann mehr „bessere“ Plätze erhalten hat). Ist auch die Summe gleich, so werden nacheinander die nächstniedrigeren Wertungen für diesen Teilnehmer hinzugenommen, bis der Platz vergeben ist oder alle Wertungen berücksichtigt sind und zwei oder mehr geteilte Plätze vergeben werden. Anschließend wird der nächste freie Platz durch Untersuchen der gleichen Platzierung vergeben (bzw. bei zwei Teilnehmern mit gleicher Majorität erhält der unterlegene Teilnehmer den nächsten freien Platz).
- Kein Teilnehmer mit Majorität – Erlangte keiner der noch nicht platzierten Teilnehmer die Majorität für die untersuchte Platzierung, so wird der Platz durch Untersuchen der nächsten Platzierung vergeben.

## Stärke und Schwächen des Systems
Ein Nachteil des Majoritätssystems ist, dass es für einen Uneingeweihten nicht sofort einleuchtend ist. Häufig wird intuitiv der arithmetische Mittelwert der Platzierungsempfehlungen gebildet, der für eine gerechte Platzierungsfindung aber keinen Sinn ergibt. Anders wäre das bei der Vergabe von Punkten. Ein kleines Beispiel soll das verdeutlichen:
Die Teilnehmer A und B haben folgende Wertungen erhalten:
| Startnummer | Wertungen | Wertungen | Wertungen | Wertungen | Wertungen | arithm. Mittelwert |
| ----------- | --------- | --------- | --------- | --------- | --------- | ------------------ |
| A           | 1         | 1         | 1         | 1         | 7         | 2,2                |
| B           | 2         | 2         | 2         | 2         | 2         | 2                  |

Nach der Betrachtung des arithmetischen Mittelwertes würde B auf den ersten und A auf den zweiten Platz gesetzt. Erstens würde das keinem der Wünsche der Wertungsrichter entsprechen und zweitens würde der Wertung des fünften Wertungsrichters ein unverhältnismäßig hohes Gewicht zufallen. Die Vermeidung des letzteren ist eine Stärke des Majoritätssystems.

## Geschichte im Tanzsport
Die ursprüngliche Fassung des Majoritätsprinzips wurde vom englischsprachigen Autor Arthur Dawson formuliert. Nach einigen Verbesserungen in den Jahren 1947 und 1948 wurde das System erst am 25. Juni 1956 vom Official Board wieder geändert (Inkrafttreten am 1. September 1956). Für den deutschen Turniersport wurde das System übernommen, wobei im Regelwerk (Paragraph 2 im Anhang zur Turniersportordnung (TSO) des DTV) auch die Nummerierung des Originalartikels übernommen wurde. (Da die Regeln über die Wertungsrichter (1 bis 4) in der TSO an anderen Stellen oder in den Wertungsrichtlinien geregelt sind, sind sie im Anhang der TSO nicht aufgeführt.)

## Beispiele
In den folgenden Beispielen wird neutral von einem „Teilnehmer“ gesprochen. Das kann je nach Turnierform ein Paar, eine Formation oder auch eine einzelne Person sein.

### Eindeutige Majorität für jeden Platz
| Startnummer | Wertungen | Wertungen | Wertungen | Wertungen | Wertungen |
| ----------- | --------- | --------- | --------- | --------- | --------- |
| 11          | 1         | 1         | 2         | 1         | 2         |
| 12          | 2         | 2         | 1         | 3         | 1         |
| 13          | 3         | 3         | 3         | 2         | 3         |

Die Berechnung der Platzierung wird auf einem Tableau vorgenommen, auf dem noch notiert wird, wie viele Wertungen der Teilnehmer zu einem Platz erhalten hat und welchen Platz der Teilnehmer bekommt. Das wird aber (um nicht unnötig Verwirrung zu schaffen) nur jeweils so weit ausgefüllt, wie es die Platzierung benötigt. Die anderen Felder werden mit „−“ markiert. Oft werden bei den Wertungen auch die einzelnen Wertungsrichter aufgeführt (hier durch A bis E bezeichnet).
Für dieses Beispiel ergibt sich (Majoritäten sind hier und in den folgenden Beispielen durch ein Sternchen gekennzeichnet):
| Startnummer | Wertungen | Wertungen | Wertungen | Wertungen | Wertungen | Plätze | Plätze | Plätze | Ergebnis |
| Startnummer | A         | B         | C         | D         | E         | 1      | 1-2    | 1-3    | Ergebnis |
| ----------- | --------- | --------- | --------- | --------- | --------- | ------ | ------ | ------ | -------- |
| 11          | 1         | 1         | 2         | 1         | 2         | 3*     | −      | −      | 1        |
| 12          | 2         | 2         | 1         | 3         | 1         | 2      | 4*     | −      | 2        |
| 13          | 3         | 3         | 3         | 2         | 3         | 0      | 1      | 5*     | 3        |

Der Teilnehmer mit der Startnummer 11 hat von drei Wertungsrichtern den ersten Platz erhalten. Da das bei fünf Wertungsrichtern der Majorität entspricht, erhält er den ersten Platz (in die Felder 1-2 (2 und besser) und 1-3 (3 und besser) wird ein „−“ eingetragen).
Der Teilnehmer mit der Startnummer 12 hat nur zwei erste Plätze. Da er mit zwei Einsen und zwei Zweien insgesamt vier Wertungen 2 und besser (eingetragen in Feld 1-2) bekommen hat, hat er eine Majorität für den zweiten Platz.
Der Teilnehmer mit der Startnummer 13 konnte keine Wertung für den ersten Platz erhalten („0“ im Feld 1). Auch sind es nicht genug 2 und bessere Plätze (hier nur einer). Für den dritten Platz hat der Teilnehmer die Majorität und erhält damit den dritten Platz.

### Mehrere Majoritäten
| Startnummer | Wertungen | Wertungen | Wertungen | Wertungen | Wertungen | Plätze | Plätze | Plätze | Plätze | Plätze | Ergebnis |
| Startnummer | A         | B         | C         | D         | E         | 1      | 1-2    | 1-3    | 1-4    | 1-5    | Ergebnis |
| ----------- | --------- | --------- | --------- | --------- | --------- | ------ | ------ | ------ | ------ | ------ | -------- |
| 11          | 1         | 1         | 1         | 5         | 2         | 3*     | −      | −      | −      | −      | 1        |
| 12          | 2         | 3         | 3         | 1         | 1         | 2      | 3* (4) | −      | −      | −      | 2        |
| 13          | 3         | 2         | 2         | 2         | 5         | 0      | 3* (6) | −      | −      | −      | 3        |
| 14          | 4         | 4         | 5         | 3         | 3         | 0      | 0      | 2      | 4*     | −      | 4        |
| 15          | 5         | 5         | 4         | 4         | 4         | 0      | 0      | 0      | 3*     | −      | 5        |

Die Spalten 1 bis 1-5 werden durchgesehen: Der erste Platz ist eindeutig, da nur der Teilnehmer mit der Startnummer 11 eine Majorität besitzt: Teilnehmer 11 hat drei Einsen, während Teilnehmer 12 nur zwei Einsen bekommen hat. Teilnehmer 11 ist damit fertig bewertet und bei 1-2 bis 1-5 wird ein „−“ eingetragen.
Jetzt wird die Spalte 1-2 betrachtet: Teilnehmer 12 hat drei Wertungen 2 oder besser, genau wie Teilnehmer 13 mit drei Zweien. Damit haben zwei Teilnehmer eine gleich starke Majorität (bei fünf Wertungsrichtern sind drei für eine Majorität erforderlich). Es wird also die Summe der Wertungen betrachtet, allerdings nur derjenigen, die die Majorität ausmachen. Sie wird in Klammern dahinter geschrieben. Der zweite Platz geht an Teilnehmer 12 (1+1+2=4), während Teilnehmer 13 (2+2+2=6) den dritten Platz erhält. Wäre mit der Summe noch keine Entscheidung gefallen, so müssten für diese beiden Teilnehmer auch die niedrigeren Wertungen berücksichtigt werden. (Siehe dazu noch ein Beispiel unten.)
Weiter in Spalte 1-3: Dort entscheidet sich nichts, da keiner der verbleibenden Teilnehmer eine Majorität hierfür erhalten hat.
Die Spalte 1-4 bringt jetzt die Entscheidung für die beiden verbliebenen Teilnehmer: Der Teilnehmer mit der Startnummer 14 hat eine Majorität von vier Wertungen für 4 oder besser, während Teilnehmer 15 ebenfalls eine Majorität erhalten hat. Das sind aber nur drei Wertungen 4 oder besser, damit geht der vierte Platz an Teilnehmer 14 und der fünfte Platz an Teilnehmer 15.

### Keine Majorität
Es kann leicht vorkommen, dass kein Teilnehmer eine Majorität für sich gewinnen konnte. Dann werden auch die weiteren Plätze berücksichtigt, um einen Sieger festzustellen:
| Startnummer | Wertungen | Wertungen | Wertungen | Wertungen | Wertungen | Plätze | Plätze | Plätze | Ergebnis |
| Startnummer | A         | B         | C         | D         | E         | 1      | 1-2    | 1-3    | Ergebnis |
| ----------- | --------- | --------- | --------- | --------- | --------- | ------ | ------ | ------ | -------- |
| 11          | 1         | 1         | 2         | 2         | 3         | 2      | 4*     | −      | 2        |
| 12          | 2         | 2         | 1         | 1         | 2         | 2      | 5*     | −      | 1        |
| 13          | 3         | 3         | 3         | 3         | 1         | 1      | 1      | 5*     | 3        |

Die Spalte 1 bringt keinem Teilnehmer eine Majorität, da die Teilnehmer 11 und 12 nur zwei Einsen auf sich vereinen konnten und die fünfte Eins an den Teilnehmer 13 ging. Daher muss jetzt die Spalte 2 oder besser (1-2) betrachtet werden.
Dort ist zu sehen, dass Teilnehmer 11 nur vier Wertungen bekam, die 2 oder besser waren. Der Teilnehmer 12 hatte dagegen nur Einsen und Zweien und konnte damit alle fünf Plätze besser als 2 auf sich vereinen. Der Teilnehmer 13 hat mit der einen Eins nur eine Wertung 2 oder besser und damit keine Majorität. Der erste Platz geht somit an den Teilnehmer 12, der zweite Platz an den Teilnehmer 11.
Die dritte Spalte (1-3) lässt den einzigen noch zu vergebenden Platz an Teilnehmer 13 gehen.

### Geteilte Plätze und Gewinnen mit dem 2. Platz
Durch das Majoritätssystem ist es möglich, dass auch derjenige gewinnt, der nur zweite Plätze als Wertungen erhalten hat: Ist nämlich keine Majorität für den ersten Platz vorhanden, so müssen auch die nächsten Plätze in die Wertung einbezogen werden. Hat ein Teilnehmer alle (oder viele) Zweien bekommen, so hat er hier eventuell die größte Majorität:
| Startnummer | Wertungen | Wertungen | Wertungen | Wertungen | Wertungen | Plätze | Plätze | Plätze | Plätze  | Ergebnis |
| Startnummer | A         | B         | C         | D         | E         | 1      | 1-2    | 1-3    | 1-4     | Ergebnis |
| ----------- | --------- | --------- | --------- | --------- | --------- | ------ | ------ | ------ | ------- | -------- |
| 11          | 1         | 1         | 3         | 3         | 4         | 2      | 2      | 4* (8) | 5* (12) | 2,5      |
| 12          | 2         | 2         | 2         | 2         | 2         | 0      | 5*     | −      | −       | 1        |
| 13          | 3         | 3         | 4         | 1         | 1         | 2      | 2      | 4* (8) | 5* (12) | 2,5      |
| 14          | 4         | 4         | 1         | 4         | 3         | 1      | 1      | 2      | 5*      | 4        |

Zuerst ist wieder die Spalte der ersten Plätze zu betrachten: Die Teilnehmer 11 und 13 haben jeweils zwei Einsen erhalten, der Teilnehmer 14 eine Eins. Damit hat kein Teilnehmer eine Majorität und die Spalte 1-2 muss berücksichtigt werden.
Da alle Zweien an den Teilnehmer mit der Startnummer 12 gingen, ändert sich in dieser Spalte nichts für die Teilnehmer 11, 13 und 14. Teilnehmer 12 hat mit seinen fünf Zweien aber eine Majorität und damit den ersten Platz gewonnen. Da es hier keine weiteren Teilnehmer mit einer Majorität gibt, geht es mit der dritten Spalte weiter.
In der dritten Spalte (1-3) konnten die Teilnehmer 11 und 13 eine Majorität erlangen. Der Teilnehmer 14 hat mit zwei Wertungen für die Plätze 3 oder besser keine Majorität und ist damit automatisch Vierter. Da die Summe bei den Teilnehmern 11 und 13 ebenfalls gleich ist (1+1+3+3=8 und 3+3+1+1=8), muss für diese Teilnehmer auch die Spalte 1-4 herangezogen werden (wie im vorigen Beispiel für den ersten Platz). Das bringt aber auch keine Entscheidung, da beide Teilnehmer jeweils eine Vier bekommen haben: Sie haben beide fünf Wertungen 5 oder besser mit einer Summe von zwölf. Daraus ergibt sich, dass dieser Platz geteilt wird: Die Teilnehmer teilen sich den zweiten und dritten Platz und erhalten als Endergebnis 2,5 Punkte.

### Häufige Fehler
In einem vorherigen Beispiel wurde darauf hingewiesen, dass erst Teilnehmer zu Ende gewertet werden müssen, für die eine Majorität gefunden wurde. In diesem Beispiel wird dieser Fall näher betrachtet.
| Startnummer | Wertungen | Wertungen | Wertungen | Wertungen | Wertungen | Plätze | Plätze | Plätze | Plätze | Plätze | Ergebnis |
| Startnummer | A         | B         | C         | D         | E         | 1      | 1-2    | 1-3    | 1-4    | 1-5    | Ergebnis |
| ----------- | --------- | --------- | --------- | --------- | --------- | ------ | ------ | ------ | ------ | ------ | -------- |
| 11          | 1         | 1         | 1         | 2         | 5         | 3*     | −      | −      | −      | −      | 1        |
| 12          | 2         | 4         | 5         | 1         | 2         | 1      | 3* (5) | 3* (5) | 4*     | −      | 2        |
| 13          | 5         | 2         | 2         | 5         | 1         | 1      | 3* (5) | 3* (5) | 3*     | -      | 3        |
| 14          | 3         | 3         | 3         | 3         | 3         | 0      | 0      | 5*     | −      | −      | 4        |
| 15          | 4         | 5         | 4         | 4         | 4         | 0      | 0      | 0      | 4*     | −      | 5        |

Der erste Platz ist einfach zu bestimmen, denn nur Teilnehmer 11 konnte mit drei Einsen eine Majorität erlangen.
Bei den Plätzen 2 oder besser (1-2) gibt es zwei Teilnehmer: Teilnehmer 12 und Teilnehmer 13. Da sowohl die Stärke der Majorität, als auch die Summe der Wertungen (1+2+2=5) gleich ist, müssen die weiteren Wertungen mit betrachtet werden. Es werden auch die dritten Plätze einbezogen und festgestellt, dass der Teilnehmer 14 dort die Majorität hat. Trotzdem erhält er nicht den zweiten Platz.
Es dürfen nämlich nur die Teilnehmer 12 und 13 weiter betrachtet werden. Die Regel verlangt, dass sie (die ja eine Majorität in der Spalte 1-2 haben) erst zu Ende gewertet werden müssen.
Also hat das Betrachten der 3 oder besser Wertungen keine Besserung gebracht – beide Teilnehmer haben eine Majorität von drei Wertungen mit einer Summe von 5 (durch die Einsen und Zweien, die ja eben schon zu einem Unentschieden führten).
Aber die 4 bringt jetzt die Entscheidung: Nur Teilnehmer 12 hat eine Vier erhalten, daher steht in der Spalte 1-4 bei Teilnehmer 12, dass die Majorität jetzt von vier Wertungen ausgemacht wird, während Teilnehmer 13 weiterhin nur drei Wertungen 4 oder besser hat. Damit geht der zweite Platz an Teilnehmer 12 (den einzigen Teilnehmer, der noch eine Majorität bei den 2 oder besser hatte) und der Teilnehmer 13 bekommt den dritten Platz. Das gehörte also alles noch zur Abarbeitung der Spalte 1-2, bloß dass dafür auch die schlechteren Wertungen einbezogen werden mussten.
Dann geht es weiter mit der Spalte 1-3: Teilnehmer 14 hat eindeutig die Majorität und bekommt – obwohl er alle Dreien erhalten hat – nur den nächsten freien, also den vierten Platz.
Die letzte zu vergebende Platzierung erhält Teilnehmer 15: den fünften Platz.